# راینگرس
راینگرس (به آلمانی: Reingers) یک منطقهٔ مسکونی در اتریش است که در ناحیه گموند واقع شده‌است. راینگرس ۷۱۹ نفر جمعیت دارد.